# Thüga Energie
Die Thüga Energie GmbH ist ein regionales Energieversorgungsunternehmen mit Sitz in Singen. Im Geschäftsjahr 2023 erwirtschaftete das Unternehmen einen Umsatz von knapp 499 Millionen Euro.

## Geschichte
1924  schloss die Stadt Singen einen Konzessionsvertrag über die Gasversorgung mit der in Berlin ansässigen Agwea (Aktiengesellschaft für Gas-, Wasser- und Elektrizitätsanlagen) ab. Dafür wurde in der heutigen Bohlinger Straße ein Gaswerk errichtet, das Kokereigas, auch Stadtgas genannt, aus Steinkohle produzierte. Das Gas wurde sowohl für Unternehmen als auch für Privathaushalte zur Verfügung gestellt.
Um den steigenden Energiebedarf zu decken, ging 1960 eine Flüssiggas-Spaltanlage in Betrieb, die Erdgas zunächst per LKW nach Singen transportierte, wo es aufgespalten werden musste, bevor es in das Gasnetz eingespeist werden konnte. Knapp zehn Jahre später kam es dann zu einer Wende in der Energieversorgung: Im Raum Pfullendorf, Fronhofen und Illmensee wurde ein großes Erdgasvorkommen entdeckt, das 1969 den Bau einer Erdgasleitung und die Einspeisung von Erdgas aus Pfullendorf in das Singener Gasnetz ermöglichte. In den folgenden 1980er- und 1990er-Jahren wuchs die Nachfrage nach Erdgas, was den Ausbau des Netzes beschleunigte und zur Verlagerung des Betriebs in die Singener Südstadt führte.
Im Jahr 2009 erfolgte die Gründung des regionalen Energieversorgers durch die Thüga Aktiengesellschaft aus den Vertriebsbereichen des Gas- und E-Werks Singen, der Thüga Rheinhessen Pfalz und Thüga Erdgas Allgäu-Oberschwaben. Seither unterhält die Thüga Energie Standorte in Singen, Bad Waldsee (Allgäu-Oberschwaben), Schifferstadt und Rülzheim (Pfalz).

## Unternehmensstruktur
Die Thüga Energie GmbH ist eine 100-prozentige Tochtergesellschaft der Thüga Aktiengesellschaft mit Sitz in München. Die Thüga Energie ist an mehreren Unternehmen beteiligt, unter anderem an der Hegauwind GmbH & Co. KG – Verenafohren, der inCITI Singen GmbH, der DEH Deutsche Energiehandels GmbH und der Thüga Erneuerbare Energien GmbH & Co. KG (THEE). Geleitet wird die Thüga Energie GmbH von Markus Spitz.
Im Geschäftsjahr 2023 erzielte die Thüga Energie einen Umsatz von 499 Millionen Euro und beschäftigte dabei 89 Mitarbeiter. Der Erdgasabsatz lag 2023 bei 3844 Millionen kWh und der Stromabsatz bei 227 Millionen kWh.
Das Vertriebsgebiet ist aufgeteilt in die Regionen Rhein-Pfalz, Hegau-Bodensee und Allgäu-Oberschwaben mit Kundenzentren in Bad Waldsee, Rülzheim, Schifferstadt und Singen.

## Leistungen
Das Unternehmen erbringt Dienstleistungen im Bereich der Energieversorgung, einschließlich der Beschaffung, des Einkaufs, der Erzeugung und der Lieferung von Energie.
Insgesamt werden über 100.000 Haushalte mit Strom, Gas und Wärme versorgt.

### Strom
Die Thüga Energie bietet Strom an, der mithilfe von Solar-, Wasser- und Windkraft erzeugt wird. Im Oktober 2015 beteiligte sich die Thüga Energie an der Hegauwind GmbH & Co. KG – Verenafohren und engagiert sich damit für den Windkraftausbau. Der Windpark Verenafohren in Tengen wurde 2017 in Betrieb genommen. Er erzeugt jährlich 20 Millionen kWh Strom für die Region Hegau-Bodensee.

### Erd- und Biogas
Das Unternehmen versorgt die Regionen Hegau-Bodensee, Rhein-Pfalz und Allgäu-Oberschwaben mit Erd- und Biogas. 2010 nahm das Unternehmen in Kißlegg eine Biogas-Aufbereitungsanlage in Betrieb, die jährlich bis zu 25 Millionen kWh Biogas produzieren und rund 1000 Haushalte versorgen kann. Durch den Betrieb der Anlage können jährlich bis zu 10.000 Tonnen Kohlenstoffdioxid eingespart werden. Die in Kißlegg-Rahmhaus gelegene Anlage ist die erste Großanlage in Europa, die Bioerdgas mittels Membrantechnik aufbereitet.

### Wärme
Im Bereich Wärme bietet die Thüga Energie Luft-Wasser-Wärmepumpen sowie Fernwärme an. Das Unternehmen verfügt über Wärmenetze in Wangen, Bergatreute, Salem, Singen, Gottmadingen und Rielasingen. Die Wärmenetze erfüllen die Vorgaben des Gebäudeenergiegesetzes. 2019 investierte Thüga Energie 1,5 Millionen Euro in eine neue Heizzentrale mit Erdgas-Blockheizkraftwerk in Salem.

### Photovoltaik
Das Unternehmen arbeitet mit verschiedenen Partnern, um Photovoltaikanlagen und -speicher zu installieren. Ziel ist es, die Stromversorgung mit erneuerbaren Energien zu ermöglichen. Die Anlagen können auf Dächern, Carports und freien Flächen installiert werden. Darüber hinaus werden PV-Anlagen für Balkone angeboten.

### E-Mobilität und Ladeinfrastruktur
Die Thüga Energie treibt den Ausbau der Ladeinfrastruktur in allen drei Regionen voran. Seit 2017 betreibt die Thüga Energie Schnellladesäulen für Elektroautos, die ausschließlich mit Ökostrom aus Wasserkraft versorgt werden. In ihrem Versorgungsgebiet verfügt die Thüga Energie über 40 Ladepunkte. Neben Schnellladesäulen bietet die Thüga Energie auch Wallboxen für das Laden zu Hause an; dabei handelt es sich um Ladestationen für Elektrofahrzeuge, die an Hauswänden montiert werden können.

### Internet
Die Thüga Energie betreibt regionale Glasfasernetze für die Internetanbindung.

### Betriebsführung
Im November 2021 gründeten die Verbandsgemeinde Dannstadt-Schauernheim und die Thüga Energie gemeinsam die Vertriebsgesellschaft Energiewerke Dannstadter Höhe GmbH (EWD). Die Gesellschaft übernimmt alle operativen Vertriebsaufgaben der Stromversorgung, während die Thüga Energie die Betriebsführung verantwortet.
Im Jahr 2024 erfolgte die Fusion der Gemeindewerke Rülzheim und Hördt mit der Thüga Energie zur Gemeindewerke Südpfalz GmbH. Seit dem 1. Juli 2024 übernimmt das neu gegründete Unternehmen die Gasversorgung in den Gemeinden Rülzheim und Hördt, während die bisherigen Gemeindewerke ihren Betrieb einstellten.

## Soziales Engagement
Die Thüga Energie unterstützt seit mehreren Jahren finanziell Projekte von gemeinwohlorientierten Vereinen und Initiativen. Dazu gehören die Bürgerstiftungen Rielasingen-Worblingen und Ravensburg, der Musikverein Reute-Gaisbeuren und der Verein Kinderchancen. Bei dem viertägigen Thüga-Energie-Cup tritt der regionale Energieversorger außerdem als Namenssponsor auf.
Für ihr Engagement wurde die Thüga Energie mehrfach mit dem Siegel Sozial engagiertes Unternehmen ausgezeichnet, das von Caritas, Diakonie und dem Ministerium für Wirtschaft, Arbeit und Wohnungsbau Baden-Württemberg verliehen wird.
Der Thüga-Energie-Vereinswettbewerb wurde im Jahr 2020 eingeführt und richtet sich an Vereine, Initiativen und Organisationen aus den Bereichen Sport, Kultur und Soziales. Er entstand als Reaktion auf die Auswirkungen der COVID-19-Pandemie, die viele Vereine vor finanzielle und organisatorische Herausforderungen stellte. Später wurde der Wettbewerb unter dem Namen Herzensprojekte weitergeführt.

## Auszeichnungen (Auswahl)
Die Thüga Energie wurde mehrfach als Top-Lokalversorger in den Sparten Gas, Strom und Wärme gewürdigt. Verliehen wird diese Auszeichnung durch das Energieverbraucherportal. 2010 erhielt sie zudem für die Membrantechnik der Biogas-Aufbereitungsanlage im Allgäu von der Deutschen Energie-Agentur den Biogas-Sonderpreis.